# Viacamp y Litera
Viacamp y Litera é um município da Espanha na província de Huesca, comunidade autónoma de Aragão, de área 107,7 km² com população de 25 habitantes (2007) e densidade populacional de 0,24 hab/km².

## Demografia
| Variação demográfica do município entre 1991 e 2004 | Variação demográfica do município entre 1991 e 2004 | Variação demográfica do município entre 1991 e 2004 | Variação demográfica do município entre 1991 e 2004 |
| --------------------------------------------------- | --------------------------------------------------- | --------------------------------------------------- | --------------------------------------------------- |
| 1991                                                | 1996                                                | 2001                                                | 2004                                                |
| 41                                                  | 32                                                  | 36                                                  | 26                                                  |